# 트룰스 뫼레고르드
트룰스 칼 에리크 뫼레고르드(스웨덴어: Truls Carl Eric Möregårdh, 스웨덴어 발음: [ˈtrɵ̌ls ˈmœ̂ːrɛˌɡoːɖ], 2002년 2월 16일~)는 스웨덴의 탁구 선수이다. 2024년 하계 올림픽 탁구 남자 단식과 남자 단체전 종목에서 은메달을 획득했다.